# Salto em grandes alturas no Campeonato Mundial de Esportes Aquáticos de 2015 - Masculino
A prova masculina do Salto em grandes alturas no Campeonato Mundial de Esportes Aquáticos de 2015 foi realizada entre os dias 3 de agosto e 5 de agosto em Cazã na Rússia.  A competição foi dividida em cinco rodadas com saltos de 27 m.

## Medalhistas
| Ouro            | Prata                  | Bronze                |
| Gary Hunt (GBR) | Jonathan Paredes (MEX) | Artem Silchenko (RUS) |

## Resultados
A primeira, segunda e terceira  rodadas ocorreram no dia 3 de agosto ás 14:00.  a quarta e rodada final ocorreram dia 5 de agosto com início  ás 14:00.
| Pos.              | Saltador            | Nacionalidade  | Rodada 1 | Rodada 2 | Rodada 3 | Rodada 4 | Rodada 5 | Total  |
| ----------------- | ------------------- | -------------- | -------- | -------- | -------- | -------- | -------- | ------ |
| Medalha de ouro   | Gary Hunt           | Reino Unido    | 104.50   | 116.10   | 161.20   | 108.30   | 139.20   | 629.30 |
| Medalha de prata  | Jonathan Paredes    | México         | 106.40   | 113.95   | 130.05   | 106.40   | 139.65   | 596.45 |
| Medalha de bronze | Artem Silchenko     | Rússia         | 96.90    | 122.55   | 119.70   | 106.40   | 148.40   | 593.95 |
| 4                 | David Colturi       | Estados Unidos | 104.50   | 111.80   | 142.80   | 91.20    | 136.40   | 586.70 |
| 5                 | Andy Jones          | Estados Unidos | 96.90    | 98.90    | 145.60   | 102.60   | 135.15   | 579.15 |
| 6                 | Orlando Duque       | Colômbia       | 96.90    | 96.75    | 126.00   | 100.70   | 151.20   | 571.55 |
| 7                 | Steve LoBue         | Estados Unidos | 95.00    | 107.50   | 139.50   | 91.20    | 137.25   | 570.45 |
| 8                 | Michal Navrátil     | Chéquia        | 95.00    | 109.65   | 119.70   | 96.90    | 143.10   | 564.35 |
| 9                 | Miguel García       | Colômbia       | 96.90    | 96.75    | 131.60   | 85.50    | 137.70   | 545.45 |
| 10                | Kris Kolanus        | Polónia        | 96.90    | 118.25   | 127.50   | 100.70   | 102.50   | 545.85 |
| 11                | Todor Spasov        | Bulgária       | 95.00    | 103.20   | 121.90   | 79.80    | 117.60   | 517.50 |
| 12                | Anatoliy Shabotenko | Ucrânia        | 96.90    | 81.70    | 140.40   | 96.90    | 97.50    | 513.40 |
| 13                | Carlos Gimeno       | Espanha        | 62.70    | 109.65   | 122.40   | 96.90    |          | 391.65 |
| 14                | Sergio Guzmán       | México         | 77.90    | 86.00    | 137.70   | 74.10    |          | 375.70 |
| 15                | Igor Semashko       | Rússia         | 78.75    | 96.75    | 106.20   | 84.60    |          | 366.30 |
| 16                | Alessandro De Rose  | Itália         | 74.10    | 98.40    | 85.75    | 100.70   |          | 358.95 |
| 17                | Jorge Ferzuli       | México         | 87.40    | 96.00    | 100.00   | 74.10    |          | 357.50 |
| 18                | Cyrille Oumedjkane  | França         | 79.80    | 83.85    | 85.00    | 68.40    |          | 317.05 |
| 19                | Ilia Shchurov       | Rússia         | 79.80    | 75.25    | 75.00    | 79.80    |          | 309.85 |
| 20                | Blake Aldridge      | Reino Unido    | 87.40    | 111.80   | 88.20    | DNS      |          |        |

Legenda
| Recorde mundial       | Recorde mundial (World record)               |                       | Recorde africano                      | Recorde africano (African) |                                           | Q | Classificado por posição (Qualified) |
| Recorde do campeonato | Recorde do campeonato (Championship record)  | Recorde da América    | Recorde da América (Americas)         | q                          | Classificado por melhor tempo (Qualified) |   |                                      |
| Melhor marca do ano   | Melhor marca do ano (World leading)          | Recorde asiático      | Recorde asiático (Asian)              | DNS                        | Não largou (Did not start)                |   |                                      |
| Recorde nacional      | Recorde nacional (National record)           | Recorde europeu       | Recorde europeu (European)            | DNF                        | Não terminou (Did not finish)             |   |                                      |
| Recorde pessoal       | Recorde pessoal do atleta (Personal best)    | Recorde da Oceania    | Recorde da Oceania (Oceania)          | DSQ / DQ                   | Desclassificado (Disqualified)            |   |                                      |
| Recorde da temporada  | Recorde da temporada do atleta (Season best) | Recorde sul-americano | Recorde sul-americano (South America) | NM                         | Sem marca (No mark)                       |   |                                      |